# Gare de Samara-Passazhirskaya
La gare de Samara-Passazhirskaya (en russe : Станция Самара-Пассажирская) est une gare ferroviaire russe, située dans la ville de Samara, dans l'oblast de Samara, en Russie.
Gare jumelée avec celle de Toulouse-Matabiau (Toulouse, Haute-Garonne,Occitanie,France)